# Train on a Track
Train on a Track è un singolo discografico di Kelly Rowland.
È l'ultimo estratto dall'album Simply deep e sesto singolo ufficiale. Entra nella Top 20 inglese. È una ballad-midtempo.

## Formati e lista delle canzoni
Cd Internazionale singolo I
1. "Train on a Track" (album version)
2. "Train on a Track" (HR Crump remix)
3. "Emotion" (live from Rotterdam)
4. "Train on a Track" (video)

Cd Internazionale singolo II
1. "Train on a Track" (album version)
2. "Can't Nobody" (Ced Solo NYC remix)
3. "Can't Nobody" (Ron G remix)

## Classifica
| Chart (2003)                  | Peak position |
| ----------------------------- | ------------- |
| Official Singles Chart        | 20            |
| Irish Singles Chart           | 44            |
| Australian ARIA Singles Chart | 61            |
| Swiss Singles Chart           | 67            |
| German Singles Chart          | 93            |